# 布罗丁贝格
布罗丁贝格是奥地利施蒂利亚州格拉茨城郊县的一个市镇。总面积12.84平方公里，总人口1210人，人口密度94.2人/平方公里（2001年）。